# Курган № 7812
Курган (охранный № 7812) — памятник истории в городе Кривой Рог Днепропетровской области.

## История
В 2000 году археологом А. А. Мельником был обнаружен курган.
В июле-сентябре 2017 года Криворожская археологическая экспедиция Института археологии НАН Украины провела охранные раскопки кургана 7812.

## Характеристика
Был расположен по Дальневосточной улице, на кладбище в Терновском районе города.
Поверхность насыпи полусферическая, уплощённая, бугристая, заросшая деревьями и кустарниками; открытые участки задернованы. Высота кургана 3,2 м, средний диаметр 40 м. Северо-восточная часть подрезана на 4 м рвом шириной до 2 м, глубиной до 1,5 м. Юго-западная часть использовалась под огороды. Через восточный склон проходила полевая дорога.
В июле-сентябре 2017 года при охранных раскопках кургана выявлено и исследовано 15 захоронений, среди которых одно — энеолитическое (конец IV — начало III тыс до н. э.), пять — ямной культуры (III тыс до н. э.), три — ингулецкой катакомбной культуры (ХХІІІ—ХХ ст до н. э.), три — днепропрутской бабинской культуры (XVII—XV ст до н. э.), два — бережновско-маевской срубной культуры (XIV—XII ст до н. э.), одно неопределённое.
Первым архитектурным сооружением кургана был кромлех диаметром 6,8 м, выложенный из более 130 камней местных пород, в центре насыпи на уровне древнего горизонта. В середине кромлеха находился кенотаф размерами 0,8×0,6×0,6 м, в середине которого произведена посыпка охрой алого цвета в форме овала (так называемая «Стопа Вишну»).
В катакомбных захоронениях обнаружены: лепная глиняная орнаментированная чаша, два каменных ритуальных предмета в виде срезанных конусов (так называемые «алтарики»), каменный полированный топор с бороздками на боковых сторонах.
В погребениях эпохи поздней бронзы найдены костяная пряжка овальной формы и три лепных кувшина.